# (1116) Catriona
(1116) Catriona est un astéroïde de la ceinture principale, découvert le 5 avril 1929 par l'astronome sud-africain Cyril V. Jackson depuis l'observatoire de l'Union à Johannesbourg.
Sa désignation provisoire était 1929 GD.
Il est probablement nommé d'après le roman de Robert Louis Stevenson, Catriona.